# Peponidium
Peponidium là một chi thực vật có hoa trong họ Thiến thảo (Rubiaceae).

## Loài
Chi Peponidium gồm các loài: